# Raorchestes menglaensis
Raorchestes menglaensis é uma espécie de anfíbio da família Rhacophoridae.
Pode ser encontrada nos seguintes países: China e possivelmente em Laos.
Os seus habitats naturais são: matagal húmido tropical ou subtropical e rios.
Está ameaçada por perda de habitat.